# Spartakist-Arbeiterpartei Deutschlands

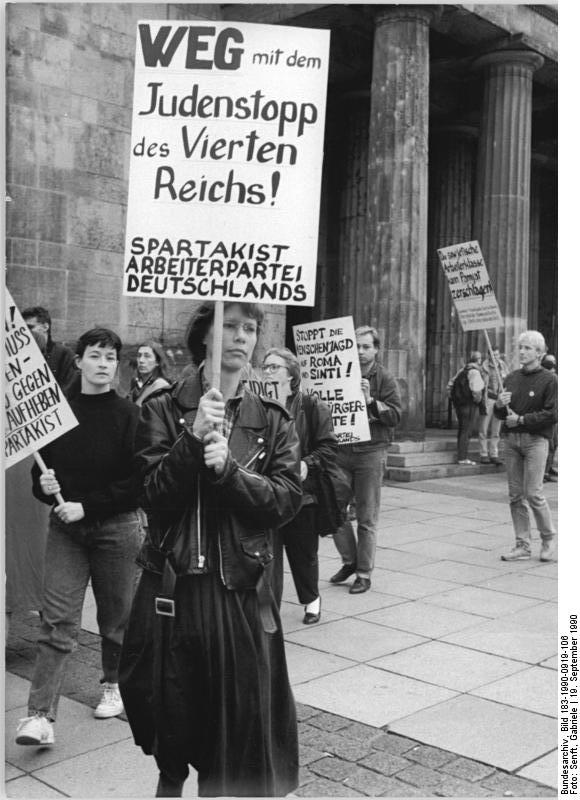
Demonstration der SpAD im September 1990

Die Spartakist-Arbeiterpartei Deutschlands (SpAD) ist eine trotzkistische Organisation, die am 21. Januar 1990 in Berlin gegründet wurde. Sie ist die deutsche Sektion der International Communist League (Fourth Internationalist).

## Geschichte
Die Vorläuferorganisation der SpAD war die Trotzkistische Liga Deutschlands (TLD), die 1974 von ehemaligen Mitgliedern des Spartacusbundes gegründet wurde. Sie orientierte sich politisch an der Spartacist Tendency aus den USA und gab eine Zeitschrift namens Kommunistische Korrespondenz heraus, die 1980 in Spartakist umbenannt wurde. Ihre Mitgliederzahl betrug Mitte der 1980er Jahre etwa 50 Personen, hauptsächlich in Frankfurt am Main.
Nach der Wende in der DDR rief die TLD am 3. Dezember 1989 zur Gründung von „Spartakist-Gruppen“ in der DDR auf und begann ein anfangs tägliches Flugblatt namens Spartakist – Arbeiterkorrespondenz mit der Parole „Die arbeitenden Menschen haben die DDR aufgebaut – Arbeiterräte an die Macht! Für ein rotes Arbeiterdeutschland!“ herauszugeben. Am 18. Dezember 1989 wurde die erste Spartakist-Gruppe in Berlin gegründet. Auf einer Veranstaltung in Berlin am 21. Januar 1990 wurde die Spartakist-Arbeiterpartei Deutschlands gegründet, die ihre Kandidatur „mit einem leninistischen Programm“ bei der Volkskammerwahl 1990 in einigen Bezirken (Berlin, Halle, Leipzig und Rostock) ankündigte. Ihren Wahlkampf bestritt die SpAD hauptsächlich gegen die deutsche Wiedervereinigung und „Für ein rotes Rätedeutschland!“ und erreichte damit 2.396 Stimmen (0,02 Prozent). Bei der Bundestagswahl 1990 trat die SpAD in den Bundesländern Berlin, Mecklenburg-Vorpommern, Sachsen-Anhalt und Sachsen mit insgesamt sieben Bewerbern, davon drei Frauen, an und erhielt 1610 Zweitstimmen (0,0 Prozent).
Anfang der 1990er Jahre führte die SpAD Solidaritätsaktionen für ehemalige SED-Politiker (Erich Honecker, Erich Mielke und Markus Wolf) sowie für Mumia Abu-Jamal durch. Die Aktionen wurden vom Komitee für soziale Verteidigung (KfsV) organisiert, der rechtlichen und sozialen Verteidigungsorganisation der SpAD. Die Mitgliederzahl der SpAD lag Mitte der 1990er Jahre bei rund 100 und ging in späteren Jahren deutlich zurück. Die regionalen Schwerpunkte der SpAD verlagerten sich nach Berlin und Hamburg. Kandidaturen zu Wahlen fanden nach 1990 nicht statt, so dass die Organisation den Status einer Partei verlor.

## Parteivorsitzende
- Anfang der 1990er Jahre: Fred Zierenberg, Renate Dahlhaus

## Publikationen
- Spartakist, Nr. 31.1980ff., vierteljährlich, ab März 2008 zweimonatlich (zeitweilig mit Nebentitel Arbeiterpressekorrespondenz)[8] ISSN 0173-7430 (digitalisierte Ausgaben).
- Spartacist (deutsche Ausgabe, Theoretische und dokumentarische Quellensammlung) Nr. 1.1974 ff. (anfangs von der TLD herausgegeben).